# خانی (دشتی)
خانی، روستایی است از توابع بخش کاکی در شهرستان دشتی استان بوشهر ایران.
این روستا اکنون خالی از سکنه است ولی کشاورزی در آن برقرار است.

## موقعیت و ویژگی ها
این روستادر 105 کیلومتری شهر بوشهر قرار دارد و از نقاط معروف آن بند دختر است. و دارای طبیعت بسیار زیبایی است که در دهه اخیر بدلیل بی اطلاعی رو به نابودی رفته است.
کشاورزی در این روستا پابرجاست، و هم‌اکنون محصولاتی مانند گندم، جو، گوجه فرنگی، هندوانه و... در این روستا کشت می‌شود.
پنج سد خاکی در قسمت‌های جنوبی و غربی این روستا توسط عالی جعفری ساخته شده که منابع آب زیرزمینی این روستا و روستاهای اطراف مثل بامنیر و منطقه زایر عباسی را تأمین می‌کند.
در سواحل این روستا با فاصله کمی جنگل‌های گز قرار دارد که تقریباً بخشی کمی از آن‌ها توسط کشاورزان قطع شده و برای کشاورزی آماده گشته‌اند.
پل مند جدید که در نزدیکی این روستا زده شده‌است باعث کند شدن سرعت آب رودخانه قبل از پل شده و زمین‌های بالا دست را مبدل به زمین‌های باطلاقی و شور کرده‌است.

## جمعیت
این روستا در دهستان چغاپور قرار داشته و فعلاً خالی از سکنه است.
در این روستا خاندان جعفری زندگی می کرده اند، ولی اکنون به سوی شهر خورموج ، کاکی و اطراف هجرت یافته‌اند.

## موقعیت مکانی
این روستا در مجاورت رود مند و در شرق روستای بامنیر قرار دارد. و از راه این روستا می‌توان به روستا بیکسون نیز رسید. 
این روستا از یک طرف فاصله نزدیکی به امتداد کوه و از طرف دیگر فاصله نزدیکی با رود مند دارد.